# Muiredach mac Ainbcellaig
Muiredach mac Ainbcellaig (fl. VIII secolo) è stato re dei Cenél Loairn e di Dál Riata (odierna Scozia occidentale) dal 733 circa al 736.

## Biografia
Era figlio di re Ainbcellach mac Ferchair, ma non è noto se ascese al trono subito dopo il padre o, molto più probabilmente, succedette al cugino Dúngal mac Selbaig. Muiredach è uno dei sovrani menzionati nel poema del XI secolo Duan Albanach. Il suo regno sarebbe terminato a seguito della sconfitta subita ad opera dei Pitti di Fortriu guidati da Talorgan mac Fergusa, fratello di Óengus. La battaglia viene ricordata dagli Annals dell'Ulster, che però non parlano della morte di Muiredach. È probabile che l'esistenza di un regno indipendente dei Cenél Loairn e quindi di una Dál Riata libera cessò nel 736, data dalla quale entrò a far parte del regno dei Pitti di Óengus mac Fergusa. Il successivo sovrano di Dál Riata ricordato dagli annali irlandesi è Áed Find dei Cenél nGabráin, menzionato nel 768. Alcune fonti scozzesi, tra cui la Cronaca di Melrose afferma tuttavia che il figlio di Muiredach, Eógan, gli succedette sul trono. Gli Annali dei Quattro Maestri affermano che Muiredach morì nel 771, data che però corrisponde in realtà al 776 o al 778.

## Fonti e bibliografia
- Annals of Ulster at CELT (translated)
- Annals of Tigernach at CELT
- Duan Albanach at CELT (translated)